# Dicranota (Ludicia) perpallida
Dicranota (Ludicia) perpallida is een tweevleugelige uit de familie Pediciidae. De soort komt voor in het Oriëntaals gebied.